# Dwain Esper
Dwain Esper (7 oktober 1894 - 18 oktober 1982) was een Amerikaans filmregisseur en producent. Hij werd voornamelijk bekend om zijn exploitatiefilms, waaronder Reefer Madness, Maniac en Sex Madness. Zijn films sloegen niet aan bij het grote publiek, maar ontwikkelden wel een cultstatus.

## Filmografie

### Regie
- Sinister Harvest (1930)
- The Seventh Commandment (1932)
- How to Undress in Front of Your Husband (1937)
- Sex Madness (1938)
- Curse of the Ubangi (1946)
- Will It Happen Again? (1948)

### Producer
- How to Take a Bath (1937)
- Angkor (1935)

#### Heruitgaven
- Reefer Madness
- Hell-A-Vision
- Man's Way with Women
- Freaks
- Cain: Aventures des mers exotiques